# Bonplandia geminiflora
Bonplandia geminiflora är en blågullsväxtart som beskrevs av Antonio José Cavanilles. Bonplandia geminiflora ingår i släktet Bonplandia och familjen blågullsväxter. Inga underarter finns listade i Catalogue of Life.